# Dasan Tereng
Dasan Tereng is een bestuurslaag in het regentschap West-Lombok van de provincie West-Nusa Tenggara, Indonesië. Dasan Tereng telt 5615 inwoners (volkstelling 2010).